# Pierre Albertini
Pierre Albertini (4 de enero de 1942-27 de enero de 2017) fue un deportista francés que compitió en judo. Ganó dos medallas en el Campeonato Europeo de Judo en los años 1967 y 1970.
Participó en los Juegos Olímpicos de Múnich 1972, donde finalizó séptimo en la categoría de –93 kg.

## Palmarés internacional
| Campeonato Europeo | Campeonato Europeo    | Campeonato Europeo | Campeonato Europeo |
| Año                | Lugar                 | Medalla            | Categoría          |
| ------------------ | --------------------- | ------------------ | ------------------ |
| 1967               | Roma (Italia)         | Medalla de plata   | –93 kg             |
| 1970               | Berlín Oriental (RDA) | Medalla de bronce  | –93 kg             |